# 6-Stunden-Rennen von Monza 2021

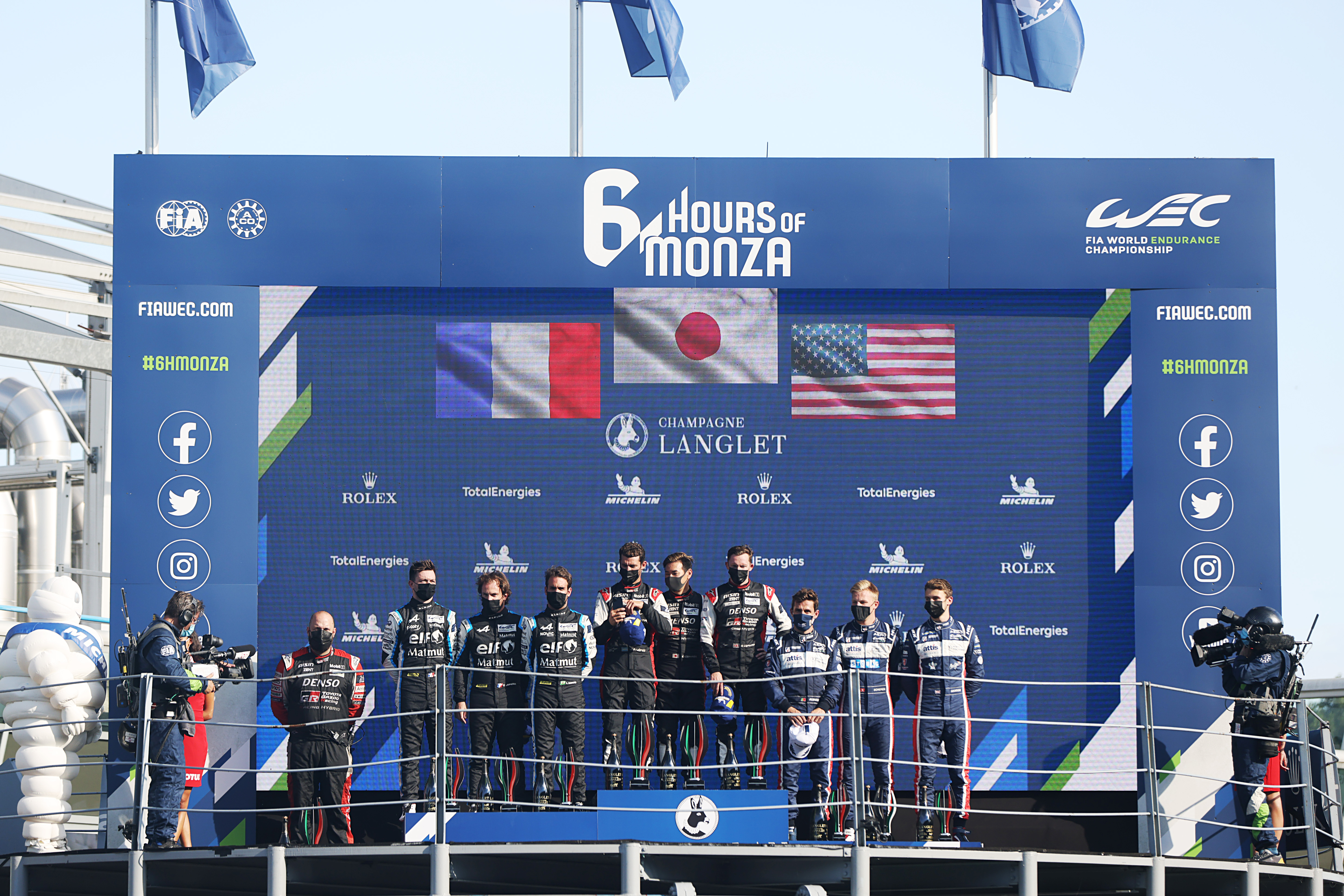
Siegerpodium in Corona-Zeiten

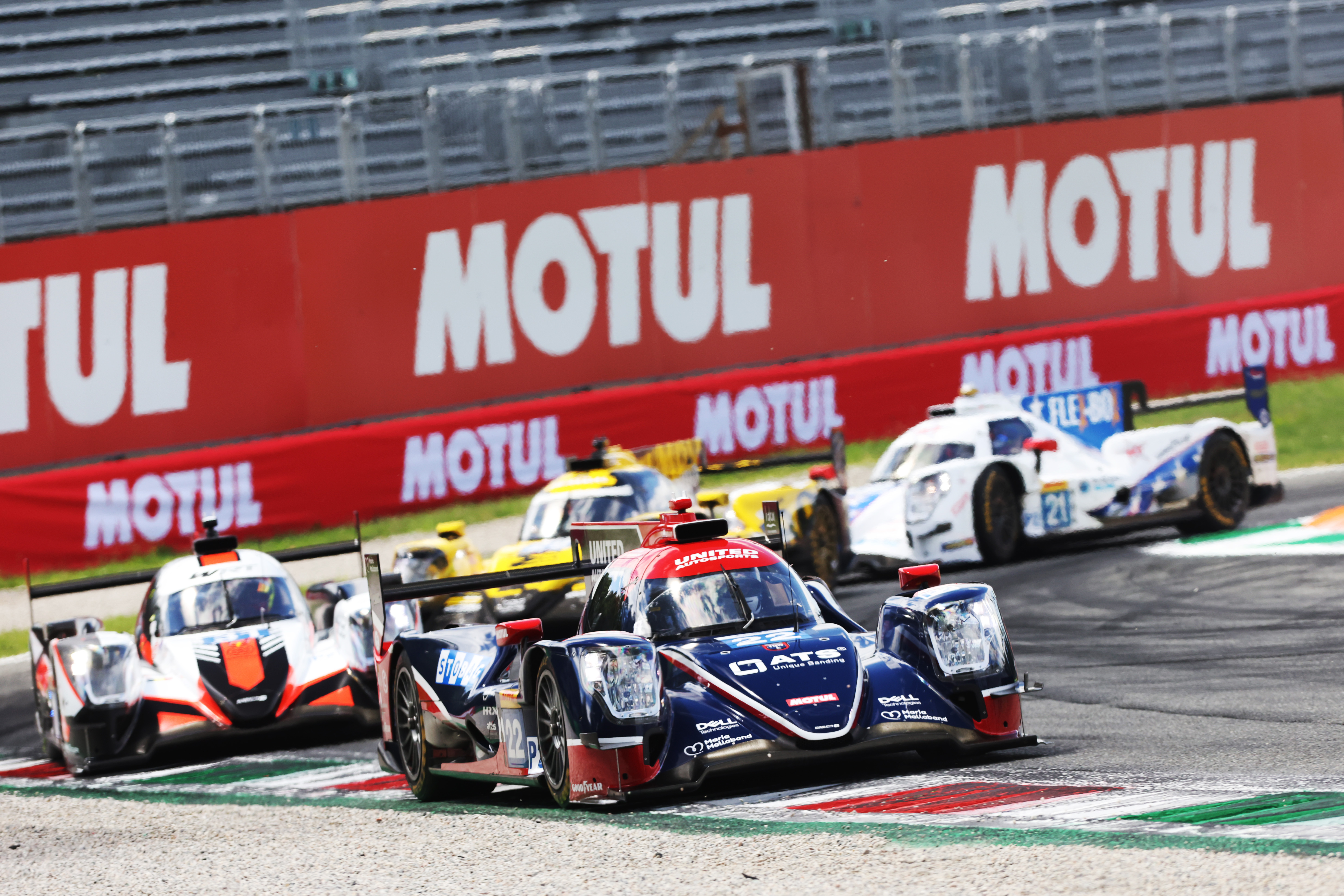
LMP2-Rennwagen in der ersten Rennrunde

Das 38. 6-Stunden-Rennen von Monza, auch 6 Hours of Monza, fand am 18. Juli 2021 auf dem Autodromo Nazionale di Monza statt und war der dritte Wertungslauf der FIA-Langstrecken-Weltmeisterschaft dieses Jahres.

## Das Rennen
Nach zwei ungefährdeten Gesamtsiegen gab es bei Toyota Gazoo Racing erstmals größere technische Problem mit dem neuen Le Mans Hypercar. Beim GR010 Hybrid, dem Einsatzwagen von Sébastien Buemi, Kazuki Nakajima und Brendon Hartley, verstopfte auch der Benzinfilter, nachdem schon nach einem Bremsdefekt die linke vordere Bremsanlage getaucht werden musste. Um den Filter zu ersetzen, musste der komplette Tank aus- und wieder eingebaut werden. Bei der Reparatur verlor das Team 43 Runden und fiel in der Wertung weit zurück. Beim folgenden 24-Stunden-Rennen von Le Mans trat das Filterproblem erneut auf. Dort gelang den Toyota-Technikern eine Lösung ohne Reparatur. Auch der zweite Toyota hatte Probleme. Als der Wagen mit der Nummer 7, gefahren von Kamui Kobayashi, zum Reset der Elektronik vor der Ascari-Schikane anhalten musste, lag kurzzeitig der Glickenhaus SCG 007 LMH von Romain Dumas in Führung, der allerdings eine Runde danach zum Wechseln der vorderen Bremsscheiben an die Boxen kam und dabei vier Runden verlor.
Das Rennen gewann der zweite Toyota, gefahren von Mike Conway, Kamui Kobayashi und José María López. Es war er erste Saisonsieg für den Wagen mit der Nummer 8. Der Vorsprung auf den Alpine A480 von André Negrão, Nicolas Lapierre und Matthieu Vaxivière betrug eine knappe Minute.

## Ergebnisse

### Schlussklassement
| Pos.            | Klasse    | Nr. | Team                      | Fahrer                                                   | Fahrzeug                 | Runden |
| --------------- | --------- | --- | ------------------------- | -------------------------------------------------------- | ------------------------ | ------ |
| 1               | LMH       | 7   | Toyota Gazoo Racing       | Mike Conway Kamui Kobayashi José María López             | Toyota GR010 Hybrid      | 204    |
| 2               | LMH       | 36  | Alpine Elf Matmut         | André Negrão Nicolas Lapierre Matthieu Vaxivière         | Alpine A480              | 204    |
| 3               | LMP2      | 22  | United Autosports USA     | Philip Hanson Fabio Scherer Filipe Albuquerque           | Oreca 07                 | 200    |
| 4               | LMH       | 709 | Glickenhaus Racing        | Romain Dumas Franck Mailleux Richard Westbrook           | Glickenhaus SCG 007 LMH  | 200    |
| 5               | LMP2      | 31  | Team WRT                  | Robin Frijns Ferdinand Habsburg Charles Milesi           | Oreca 07                 | 200    |
| 6               | LMP2      | 29  | Racing Team Nederland     | Frits van Eerd Paul-Loup Chatin Nyck de Vries            | Oreca 07                 | 200    |
| 7               | LMP2      | 34  | Inter Europol Competition | Jakub Śmiechowski Renger van der Zande Alex Brundle      | Oreca 07                 | 199    |
| 8               | LMP2      | 28  | Jota                      | Sean Gelael Stoffel Vandoorne Tom Blomqvist              | Oreca 07                 | 199    |
| 9               | LMP2      | 21  | Dragonspeed USA           | Henrik Hedman Juan Pablo Montoya Ben Hanley              | Oreca 07                 | 199    |
| 10              | LMP2      | 70  | Realteam Racing           | Esteban Garcia Loïc Duval Norman Nato                    | Oreca 07                 | 198    |
| 11              | LMP2      | 1   | Richard Mille Racing Team | Tatiana Calderón Sophia Flörsch                          | Oreca 07                 | 198    |
| 12              | LMP2      | 20  | High Class Racing         | Jan Magnussen Dennis Andersen Anders Fjordbach           | Oreca 07                 | 197    |
| 13              | LMP2      | 82  | Risi Competizione         | Ryan Cullen Oliver Jarvis Felipe Nasr                    | Oreca 07                 | 196    |
| 14              | LMP2      | 44  | ARC Bratislava            | Miroslav Konôpka Oliver Webb Matej Konôpka               | Ligier JS P217           | 191    |
| 15              | LMGTE-Pro | 92  | Porsche GT Team           | Kévin Estre Neel Jani                                    | Porsche 911 RSR-19       | 190    |
| 16              | LMGTE-Pro | 51  | AF Corse                  | Alessandro Pier Guidi James Calado                       | Ferrari 488 GTE Evo      | 190    |
| 17              | LMGTE-Pro | 91  | Porsche GT Team           | Gianmaria Bruni Richard Lietz                            | Porsche 911 RSR-19       | 190    |
| 18              | LMGTE-Pro | 52  | AF Corse                  | Daniel Serra Miguel Molina                               | Ferrari 488 GTE Evo      | 190    |
| 19              | LMGTE-Am  | 83  | AF Corse                  | François Perrodo Nicklas Nielsen Alessio Rovera          | Ferrari 488 GTE Evo      | 187    |
| 20              | LMGTE-Am  | 98  | Aston Martin Racing       | Paul Dalla Lana Augusto Farfus Marcos Gomes              | Aston Martin Vantage AMR | 187    |
| 21              | LMGTE-Am  | 777 | D'station Racing          | Satoshi Hoshino Tomonobu Fujii Andrew Watson             | Aston Martin Vantage AMR | 187    |
| 22              | LMGTE-Am  | 56  | Team Project 1            | Egidio Perfetti Matteo Cairoli Riccardo Pera             | Porsche 911 RSR-19       | 187    |
| 23              | LMGTE-Am  | 77  | Dempsey-Proton Racing     | Christian Ried Jaxon Evans Matt Campbell                 | Porsche 911 RSR-19       | 186    |
| 24              | LMGTE-Am  | 88  | Dempsey-Proton Racing     | Marco Seefried Andrew Haryanto Alessio Picariello        | Porsche 911 RSR-19       | 186    |
| 25              | LMGTE-Am  | 54  | AF Corse                  | Thomas Flohr Francesco Castellacci Giancarlo Fisichella  | Ferrari 488 GTE Evo      | 186    |
| 26              | LMGTE-Am  | 85  | Iron Lynx                 | Rahel Frey Michelle Gatting Sarah Bovy                   | Ferrari 488 GTE Evo      | 185    |
| 27              | LMGTE-Am  | 86  | GR Racing                 | Mike Wainwright Ben Barker Tom Gamble                    | Porsche 911 RSR-19       | 185    |
| 28              | LMGTE-Am  | 61  | AF Corse                  | Christoph Ulrich Simon Mann Toni Vilander                | Ferrari 488 GTE Evo      | 185    |
| 29              | LMGTE-Am  | 47  | Cetilar Racing            | Roberto Lacorte Giorgio Sernagiotto Antonio Fuoco        | Ferrari 488 GTE Evo      | 184    |
| 30              | LMGTE-AM  | 46  | Team Project 1            | Dennis Olsen Anders Buchardt Maxwell Root                | Porsche 911 RSR-19       | 183    |
| 31              | LMGTE-AM  | 388 | Rinaldi Racing            | Pierre Ehret Christian Hook Jeroen Bleekemolen           | Ferrari 488 GTE Evo      | 182    |
| 32              | LMGTE-Am  | 33  | TF Sport                  | Ben Keating Dylan Pereira Felipe Fraga                   | Aston Martin Vantage AMR | 175    |
| 34              | LMH       | 8   | Toyota Gazoo Racing       | Sébastien Buemi Kazuki Nakajima Brendon Hartley          | Toyota GR010 Hybrid      | 161    |
| Nicht klassiert |           |     |                           |                                                          |                          |        |
| 35              | LMP2      | 38  | Jota                      | Roberto González António Félix da Costa Anthony Davidson | Oreca 07                 | 112    |
| Ausgefallen     |           |     |                           |                                                          |                          |        |
| 36              | LMH       | 708 | Glickenhaus Racing        | Luís Felipe Derani Gustavo Menezes Olivier Pla           | Glickenhaus SCG 007 LMH  | 90     |
| 37              | LMGTE-Am  | 60  | Iron Lynx                 | Claudio Schiavoni Andrea Piccini Matteo Cressoni         | Ferrari 488 GTE Evo      | 37     |

### Nur in der Meldeliste
Zu diesem Rennen sind keine weiteren Meldungen bekannt.

### Klassensieger
| Klasse    | Fahrer           | Fahrer          | Fahrer             | Fahrzeug            | Platzierung im Gesamtklassement |
| --------- | ---------------- | --------------- | ------------------ | ------------------- | ------------------------------- |
| LMH       | Mike Conway      | Kamui Kobayashi | José María López   | Toyota GR010 Hybrid | Gesamtsieg                      |
| LMP2      | Philip Hanson    | Fabio Scherer   | Filipe Albuquerque | Oreca 07            | Rang 3                          |
| LMGTE-Pro | Kévin Estre      | Neel Jani       |                    | Porsche 911 RSR-19  | Rang 15                         |
| LMGTE-Am  | François Perrodo | Nicklas Nielsen | Alessio Rovera     | Ferrari 488 GTE Evo | Rang 19                         |

### Renndaten
- Gemeldet: 37
- Gestartet: 37
- Gewertet: 34
- Rennklassen: 4
- Zuschauer: unbekannt
- Wetter am Rennwochenende: warm und trocken
- Streckenlänge: 5,793 km
- Fahrzeit des Siegerteams: 6:01:12,290 Stunden
- Runden des Siegerteams: 204
- Distanz des Siegerteams: 1181,772 km
- Siegerschnitt: 196,300 km/h
- Pole Position: José María López – Toyota GR010 Hybrid (#7) – 1:35,899 = 217,500 km/h
- Schnellste Rennrunde: Mike Conway – Toyota GR010 Hybrid (#7) – 1:36,951 = 215,100 km/h
- Rennserie: 3. Lauf zur FIA-Langstrecken-Weltmeisterschaft 2021